# Ernst Molis
Ernst Molis (* 7. Januar 1905 in Köln; † 19. März 1977) war ein deutscher Politiker und Landtagsabgeordneter der CDU. 

## Leben und Beruf
Nach dem Schulbesuch absolvierte er eine kaufmännische Ausbildung und war als kaufmännischer Angestellter tätig. Ab 1954 war Molis Geschäftsführer der Aktion Jugendschutz/Landesarbeitsstelle Nordrhein-Westfalen.
1945 wurde er Mitglied der CDU und war in zahlreichen Parteigremien aktiv. 
Vom 20. April 1947 bis zum 20. Juli 1962 war Molis Mitglied des Landtags des Landes Nordrhein-Westfalen. Er wurde jeweils in den Wahlkreisen 018 Köln-Stadt VI bzw. 017 Köln-Stadt V direkt gewählt. Außerdem war er von 1946 bis 1950 Mitglied im Stadtrat der Stadt Köln.